# Ixora rufa
Ixora rufa är en måreväxtart som beskrevs av Johannes Müller Argoviensis. Ixora rufa ingår i släktet Ixora och familjen måreväxter. Inga underarter finns listade i Catalogue of Life.